# آبشار لاتورل
آبشار لاتورل (به انگلیسی: Latourell Falls) آبشاری است که در اورگن، ایالات متحده آمریکا واقع شده و ارتفاع کلی ریزشگاه آن ۲۴۹ فوت (۷۶ متر) است.